# Luis Gutiérrez Otero
José María Camilo Luis de Jesús Gutiérrez Otero (Guadalajara, Jalisco, 15 de julio de 1839 como consta en la fe de bautismo que fungía como acta de nacimiento- Ciudad de México, 18 de febrero de 1908) fue un abogado, periodista, catedrático, político y académico mexicano. Su obra refleja una ideología católica y conservadora, fue defensor del federalismo y de la soberanía de los estados. Fue miembro de la Academia Mexicana de la Lengua en la que ocupó la silla número 1.

## Semblanza biográfica
Fue hijo de José Tiburcio Susano Gutiérrez y de Ana Otero y Mestas, hermana de Mariano Otero y Mestas quien fue su padrino de bautismo en el Sagrario Metropolitano de Guadalajara, Jalisco. Se casó con María Guadalupe Camila Castañeda Arreola. Sus hijos llevaron ya el apellido paterno compuesto Gutiérrez Otero y el materno Castañeda, de ellos sólo llegaron a la edad adulta Luis y Guadalupe.
Realizó sus primero estudios en el Seminario Conciliar de San José en Guadalajara, ingresó en la Universidad de Guadalajara y obtuvo su título en 1864. Fue oficial mayor y secretario en el tribunal de justicia del estado. Paralelamente se dedicó al periodismo. Durante el Segundo Imperio Mexicano fue redactor de la publicación oficial El Imperio, fundador de El Tiribaque y  colaboró para los semanarios La Religión y la Sociedad, La Civilización y El Jalisciense. Fue miembro de la Sociedad Católica de Guadalajara.
En 1870, ejerció la docencia impartiendo clases en la Escuela Católica de Jurisprudencia. En 1876, fue elegido diputado al Congreso de la Unión, por tal motivo, se trasladó a vivir a la Ciudad de México, lugar en donde continuó su labor periodística colaborando para La Voz de México e impartiendo clases en la Escuela Nacional de Jurisprudencia.
A partir de 1882 fue socio del Ateneo Mexicano de Ciencias. En 1884 fue nombrado miembro de número de la Academia Mexicana de la Lengua, ocupó la silla I y fue secretario de la institución desde 1906 hasta su muerte.  En 1890, fue nombrado miembro correspondiente de la Real Academia de Jurisprudencia y Legislación de Madrid. Formó parte de la Comisión de Reclamaciones Hispano-Venezolana en 1903 como superárbitro. Murió en la Ciudad de México el 18 de febrero de 1908. Lo enterraron en el Panteón del Tepeyac, Ciudad de México.